# Glaucolepis melanoptera
Glaucolepis melanoptera is een vlinder van de familie van de dwergmineermotten (Nepticulidae). De wetenschappelijke naam is voor het eerst voorgesteld door Erik van Nieukerken en Jonas Rimantas Stonis (voorheen Puplesis) in een publicatie uit 1991. 
De soort komt voor in Spanje, Frankrijk (vasteland en Corsica), Italië (vasteland en Sardinië), Duitsland, Zwitserland, Oostenrijk, Tsjechië, Slowakije, Hongarije, Kroatië, Griekenland, Oekraïne (De Krim) en Turkije.